# 近藤武夫
近藤 武夫（こんどう たけお、1922年8月22日 - 1961年1月6日）は日本競馬会、国営競馬、日本中央競馬会に所属した騎手。北海道札幌市出身。

## 来歴

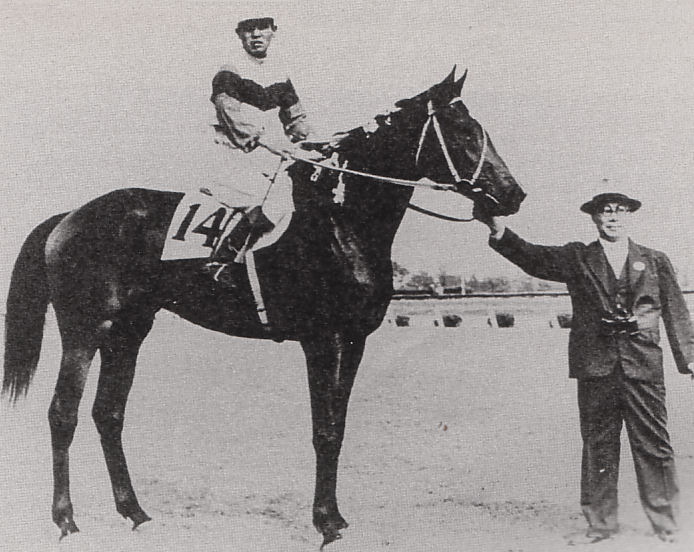
タチカゼ鞍上の武夫
1949年6月5日

1939年1月に鳴尾競馬場の青池良佐厩舎に見習騎手として入門。しかし青池が死去したため、伊藤勝吉厩舎に移籍。1942年4月12日に初騎乗・初勝利を挙げた。
以来、伊藤厩舎の所属騎手として騎乗したが、体格があったために米飯を摂らないなどの食事制限を続けた。それでも体重が重く平地競走にはあまり乗れなかったため、障害競走を中心に騎乗していた。しかしながら平地競走においても1948年の天皇賞（秋）をカツフジ、1949年の優駿競走（日本ダービー）をタチカゼ、1960年の宝塚記念をホマレーヒロで勝利するなど、数々の重賞や特別競走で勝利した。口数こそ少ないが、温厚で人望も厚かったという。
1960年12月24日、阪神競馬場の第7競走（障害特別・9頭立て）でチトセチカラに騎乗、第7障害で馬が飛越を拒否したところに後続のミヤギオーが激突して落馬。肋骨骨折による外傷性気胸を発症して入院したが、翌年1月6日に右肺損傷のため38歳で死去した。

## おもな騎乗馬
- カツフジ（1948年天皇賞（秋））
- タチカゼ（1949年優駿競走）
- フアイナルスコア（1954年京都記念・春、京都記念・秋、1956年阪神記念、朝日チャレンジカップ）
- ダイニカツフジ（1955・1956年京都大障害）
- ホマレーヒロ（1960年宝塚記念）